# Wolfgang Menke
Wolfgang Menke (* 1949 in Schwemlingen) ist ein deutscher Sportmediziner und Hochschullehrer.

## Leben
Menke bestand 1966 in Merzig das Abitur, bis 1974 studierte er in Homburg sowie Berlin Medizin. 1975 schloss er in Homburg seine Doktorarbeit ab. Von 1980 bis 1985 war Menke als Oberarzt in der Orthopädie der Universitätsklinik Mainz tätig, im Zeitraum zwischen 1986 und 1994 leitete er die orthopädische Abteilung des Marienkrankenhauses Trier und arbeitete als niedergelassener Orthopäde.
1995 trat Menke, dessen Schwerpunkte in Lehre und Forschung in den Bereichen Sportverletzungen und -schäden sowie Epidemiologie liegen, an der Deutschen Sporthochschule in Köln eine Professorenstelle am Institut für Sportorthopädie an, welche er bis 2002 innehatte. Anschließend war er Leiter des Gesundheits- und Rehazentrums „Saarschleife“ in Mettlach-Orscholz, ehe er im Frühjahr 2014 die orthopädische Leitung im Zentrum für ambulante Rehabilitation in Trier übernahm.
Im Jahr 1997 veröffentlichte er das Buch „Grundwissen Sportorthopädie, Sporttraumatologie“ und 2000 das Werk „Spezielle Sportorthopädie und Sporttraumatologie“. Ebenfalls 2000 kam sein Nachschlagewerk „Kompendium der Sportverletzungen“ heraus. Er trug mehrere Kapitel zum von Richard Rost herausgegebenen „Lehrbuch der Sportmedizin“ bei.